# ユタ州議会
ユタ州議会（英語: The Utah State Legislature）とは、アメリカ合衆国ユタ州の州議会である。州議会は両院制をとっており、75名の州議員からなる州下院と29名の議員からなる州上院からなる。いずれの議会にも任期制限はない。
議会は州都ソルトレイクシティのユタ州会議事堂に招集される。 2020年、有権者は州憲法の改正を承認し、立法開始日を憲法で定められた1月の第4月曜日から州法で定められた日に変更した(これにより、必要に応じて開始日を変更しやすくなった)。現在の州法では、ユタ州議会は毎年1月の第3月曜日の後、最初の火曜日に45日間の会期が開かれることになっている。

## 概要
現在、共和党は上下両院で超党派を占めている。下院は59対16、上院は23対6の大差をつけている。現在の上院議長は共和党のスチュアート・アダムス、下院議長は同じく共和党のブラッド・ウィルソンである。

### 選挙区
上院は29の選挙区に分けられ、それぞれ約77,000人を代表し、下院は75の選挙区に分けられ、それぞれ約29,800人を代表する。上院の選挙区は下院の選挙区と重複しているため、ユタ州では各選挙区に2人の議員が存在する。

### 任期及び議員要件
上院議員の任期は4年、下院議員の任期は2年である。下院の全選挙区と上院の全選挙区の半分が2年ごとに改選される。上院議員または下院議員の選挙資格を得るには、米国市民であること、25歳以上であること、選挙区の有権者であること、ユタ州に3年間居住していること、選挙区に6ヶ月間居住していることが必要である。
ユタ州の州議会は上院下院ともに任期制限はない。

### 会期
議会は1月の第4月曜日に招集され、45暦日開催される。州憲法によれば、議会は45日目の午前零時までに終了しなければならない。州知事は、立法案件を処理するため、布告によって議会本会議を招集することができるが、布告に示された案件、または州知事が注意を喚起するその他の立法案件以外は、立法案件を処理することはできない。
これらの特別会期は、弾劾の場合を除き、30暦日を超えることはできない。弾劾のための臨時会 議は、議員の3分の2以上の賛成があれば開くことができる。
下院議長は、一般会期外に弾劾会議を招集するのに十分な数の議員がいるかどうかを世論調査によって決定する。下院が公務員を弾劾した場合、上院はその弾劾を裁判するために召集されなければならない。

## 歴史

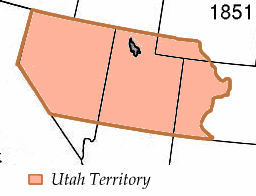
ユタ準州(1851年)

### ユタ準州議会
ユタ準州は、1850年9月9日（月）の連邦議会法によって設立された。連邦議会は、4年ごとに選出される州知事、2年ごとに選出される13人の議員からなる評議会と、毎年選出される26人の議員からなる下院から構成され、司法機関は最高裁判所、地方裁判所、検認裁判所、治安判事からなる。ユタ準州の設立は、奴隷州と自由州の政治的パワーバランスを維持しようとする1850年協定の一環であった。
ユタ準州の成立後、1851年2月9日にブリガム・ヤングが初代準州知事に就任し、1851年9月22日に最初の準州議会が開かれた。
ユタ準州の立法機関は、1896年にユタ州憲法が可決され、ユタ州が州としての地位を獲得するまで活動を続けた。初代上院議長はウィラード・リチャーズ、初代下院議長はウィリアム・W・フェルプスであった。
1870年には下院議員の任期が2年に延長され、1896年には評議会が任期4年の上院となった。

### 州昇格嘆願書

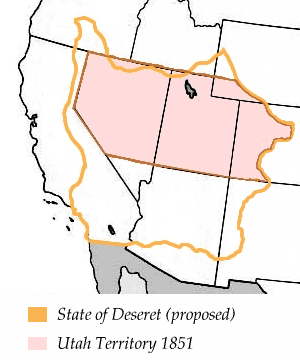
1849年に提案されたデザレット州の境界線（オレンジ色）。1850年に編成されたユタ準州の面積はピンクの斜線で示されている。

ユタ州は1849年に初めて州制を請願し、1849年3月8日にソルトレイクシティで州憲法制定大会が開かれた。アメリカ合衆国上院と下院はこの州案を否決し、その後にユタ準州を創設した。さらに6年後の1855年12月10日、第5準州議会は、州制への再挑戦のための憲法制定大会を設置する法律を可決した。この第二回憲法制定大会は1856年3月17日にソルトレイクシティで開催され、憲法案が作成されたが、その後合衆国議会で否決された。
1862年1月20日にソルトレイクシティで第3回憲法会議が開催され、憲法案が作成された。1872年1月31日、第20準州議会は第4回憲法制定大会を招集し、再び州になることを議会に請願したが、これも失敗に終わり、1882年4月から5月にかけて5回目の州昇格の試みが行われた。
ユタ準州では1895年3月4日に憲法制定会議が開かれ、3月6日に終了した。この日、最初の選挙も行われ、州当局者が選出された。第1回ユタ州議会は1896年1月13日に召集され、州設立のための業務が進められた。

## 組織と体制
州議会は超党派の両院制で、下院は75名、上院は29名で構成されている。上院議員の任期は4年で、2年ごとに改選され、下院議員の任期は2年で、2年ごとに改選される。各議会はそれぞれ独自の指導者を選出し、独自の手続き規則を決定する責任を負う。
州議会の上下両院の議員は党派別に選出され、党員集会への所属に応じて指導者の選挙を含む議事を行う。現在、超党派で選挙・議事が行われているのは、米国ではネブラスカ州だけである。
2016年現在、ユタ州議会議員の88％が末日聖徒イエス・キリスト教会に所属している。

### 役職及び委員会
州上院では上院議長、州下院では下院議長が選出され、両院の各政党会派は、その会派で最も議員の多い会派から、多数党院内総務、多数党院内幹事、多数党院内幹事補佐を含む党指導部を選出する。
少数党会派は、少数党院内総務、少数党院内幹事、少数党院内幹事補佐を選出し、さらに少数党会派幹事という指導的役職を1つ加えて、伝統的に多数党会派の議員でありながらそれぞれの会派の議員全員によって選出される上院議長と上院議長を補う。
立法委員会は、立法過程において重要な機能を果たす。法案の審議と討論の大部分は委員会で行われ、この時点では一般にパブリックコメントが受け入れられるからである。法案に対する修正も可能であり、両院の議場で審議されるよりも多くの検討がなされる。ユタ州には3種類の立法委員会があり、予算小委員会、常任委員会、暫定委員会である。

#### 予算小委員会
州上下両院の議員で構成される8つの予算小委員会がある。これらの小委員会は、予算の一部と予算要求の審査を担当する。この審査が終わると、各小委員会は予算の一部と優先順位の高い予算の推奨リストを、両院の党首で構成される執行歳出委員会に提出する。すべての予算計上を含む予算の変更はこの委員会で承認され、会期末にいわゆる「法案」となる。

#### 常任委員会
州上院には11の常任委員会、州下院には15の常任委員会がある。常任委員会は、法案が委員会に付託された後、法案の修正、保留、表決、上院規則委員会への差し戻し、法案の差し替え、賛成票による委員会採決、反対票による委員会採決を行うことができる。

#### 暫定委員会
暫定委員会は、基本的に常任委員会と同じ機能を果たすが、常任委員会と異なるのは、立法会期間の合間に会合を開き、法案を審議し、問題を研究し、審議すべき法案を推薦する点である。暫定委員会は、法案について常任委員会と同じ審議を行うことができる。

## 州会議事堂

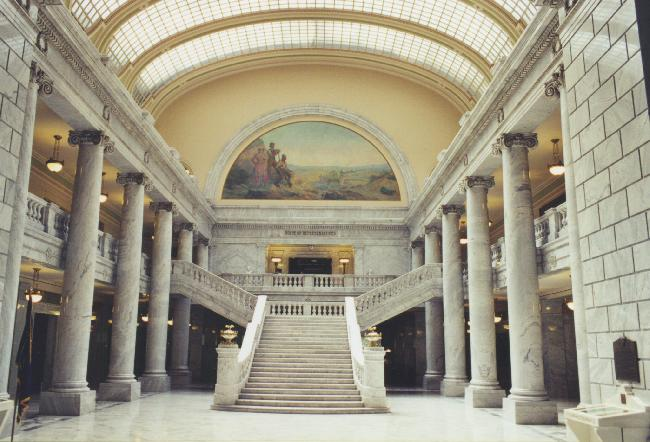
ユタ州会議事堂内

長い間に、議会の構成、上院議員や下院議員の数、議事堂の場所などに多くの変更があったが、ソルトレイク旧州会議事堂はユタ準州議会の会議場として使われ、1896年、州議会はミラード郡フィルモアを州都に指定した。

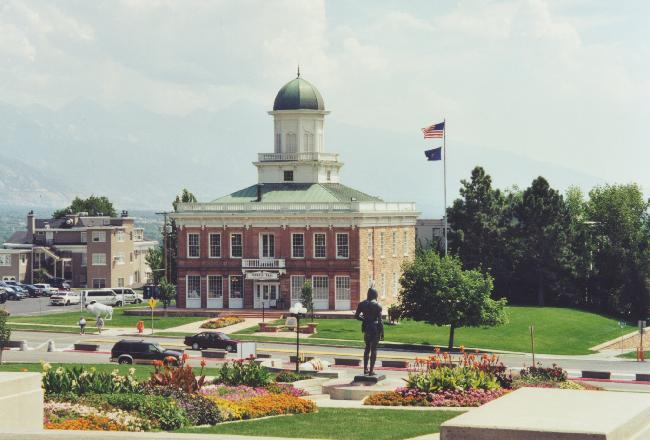
州会議事堂前から見た旧議事堂。

1896年1月4日、グロバー・クリーブランド大統領が署名した法律により州として承認された後、州としての最初の公式行為は、1896年1月6日にソルトレイクシティで行われた州職員の宣誓だった。ジョン・C・カトラー知事の勧告に基づき、州議会は1909年、ようやく州議事堂建設計画を承認した。議事堂の建設が始まったのは1912年12月26日のことで、完成して献堂されたのは1916年10月9日のことであった。
州会議事堂は、2002年から改修と耐震補強工事が行われ、2008年に完成した。改修期間中、州議会は議事堂の西管理棟で、知事室と副知事室は東管理棟で開かれた。